# يانوس غوندا
يانوس غوندا (بالمجرية: Gonda János)‏ هو معلم موسيقى وعازف بيانو وملحن مجري، ولد في 11 يناير 1932 في بودابست في المجر.

## وصلات خارجية
- يانوس غوندا على موقع IMDb (الإنجليزية)
- يانوس غوندا على موقع ميوزك برينز (الإنجليزية)
- يانوس غوندا على موقع قاعدة بيانات الفيلم (الإنجليزية)